# Typhlonesticus morisii
Espèce
Synonymes
- Nesticus morisii Brignoli, 1975

Typhlonesticus morisii est une espèce d'araignées aranéomorphes de la famille des Nesticidae.

## Distribution
Cette espèce est endémique du Piémont en Italie,. Elle se rencontre à Vernante dans la grotte Sotterranei del Forte di Vernante.

## Description
Le mâle holotype mesure 3,62 mm et la femelle paratype 4,37 mm.
Le mâle mesure 3,6 mm et la femelle 4,4 mm.

## Systématique et taxinomie
Cette espèce a été décrite sous le protonyme Nesticus morisii par Brignoli en 1975. Elle est placée dans le genre Typhlonesticus par Ribera, Elverici, Kunt et Özkütük en 2014.

## Étymologie
Cette espèce est nommée en l'honneur d'Angelo Morisi. 

## Publication originale
- Brignoli, 1975 : « Ragni d'Italia. XXV. Su alcuni ragni cavernicoli dell'Italia settentrionale (Araneae). » Notiziario del Circolo Speleologico Romano, vol. 20, p. 7-39.